# Museu Aeroespacial de San Diego
O Museu Aeroespacial de San Diego (em inglês: ''San Diego Air & Space Museum) é um museu aeroespacial sediado em San Diego, California, nos EUA. Está situado no Parque Balboa de San Diego, no antigo Edifício Ford, cujo prédio é incluído no registro nacional de locais históricos do estado americano.

## Acervo
Em seu acervo há diversos exemplares originais ou réplicas de aeronaves e espaçonaves históricas, incluindo:
- Lockheed A-12 Oxcart
- Bowlus SP-1 Paper Wing - réplica[3]
- Convair YF2Y Sea Dart
- Apollo 9 modulo de comando Gumdrop
- Spirit of St. Louis - réplica (Spirit 3 construído após o incêndio de 1978)
- Curtiss 1912 aeronave anfibia
- Montgomery 1911 Evergreen glider
- General Atomics MQ-1 Predator UAV (número 0018)
- Ryan Aeronautical Firebee
- Northrop Grumman Global Hawk (reprodução em escala de 1/2)
- 1902 Wright Glider (reprodução)
- Wright Flyer (reprodução, atualmente não está em exposição)
- Vin Fiz Flyer (reprodução, situado no anexo Gillespie Field)
- Ford Trimotor
- Supermarine Spitfire Mk.XVI
- North American P-51D Mustang
- SPAD VII.c.1
- Nieuport 28
- Curtiss JN4 "Jenny" (Atualmente retornou para restauração)
- Curtiss P-40E Warhawk (Não está em exposição no momento)
- North American F-86F "Sabre" (no anexo Gillespie Field)
- Mitsubishi A6M7 "Zero-sen"
- Grumman F-14 Tomcat (no anexo Gillespie Field)
- Mikoyan-Gurevich MiG-15 (no anexo Gillespie Field)
- Mikoyan-Gurevich MiG-17 (é uma versão chinesa, denominada Shenyang J-5)
- McDonnell Douglas F-4S Phantom II
- Bell AH-1E Cobra
- PBY-5A Catalina
- Horten Ho 229 (modelo)
- P-26 Peashooter (atualmente em exposição)
- Vought F4U Corsair (atualmente em exposição)
- Ryan Aeronautical X-13 (no anexo Gillespie Field)

SDASM é apresentado como um dos maiores museus de aviação do país, contendo atualmente a terceira maior coleção em itens e arquivos históricos, além de sua biblioteca. SDASM possui dois complexos de restauração, um no próprio local e outro no Gillespie Field, situado nas proximidades. O anexo Gillespie Field é aberto ao público com numerosas aeronaves em exposição, como o Convair SM-65 Atlas ICBM, além de possuir uma loja de modelos e uma loja de restaurações. A biblioteca do museu contém uma ampla coleção de livros, documentos e fotografias históricas de aeronaves e de processos de construção de aeronaves.

## História
O museu foi aberto ao público pela primeira vez em 15 de fevereiro de 1963 no Food and Beverage Building, o qual foi construído em 1915 para a exposição Panama–California. Em 1965, o museu foi transferido para o amplo Electrical Building.
Em 22 de fevereiro de 1978 o prédio do museu foi destruído em um incêndio criminoso, em que diversas aeronaves de exemplar único foram destruídas, incluindo o Beecraft Wee Bee, a aeronave mais leve do mundo, e sua aeronave irmã a Beecraft Queen Bee. Uma réplica do Spirit of St. Louis, construída em 1967 por alguns dos funcionários que construíram o avião original, também foi destruído, junto com mais de 50 outras aeronaves. Além de uma ampla coleção de artefatos e arquivos históricos, bem como itens do International Aerospace Hall of Fame. Owen Clarke, diretor executivo do museu à época, afirmou que foram US$4 milhões de prejuízos. Segundo Clarke, o incêndio foi "inacreditavelmente trágico. Quando você passa esse período de tempo resgatando a história, construindo algo que foi até prestigiado internacionalmente, e então você vê tudo isso desaparecer em poucas horas, o que mais se pode fazer?"

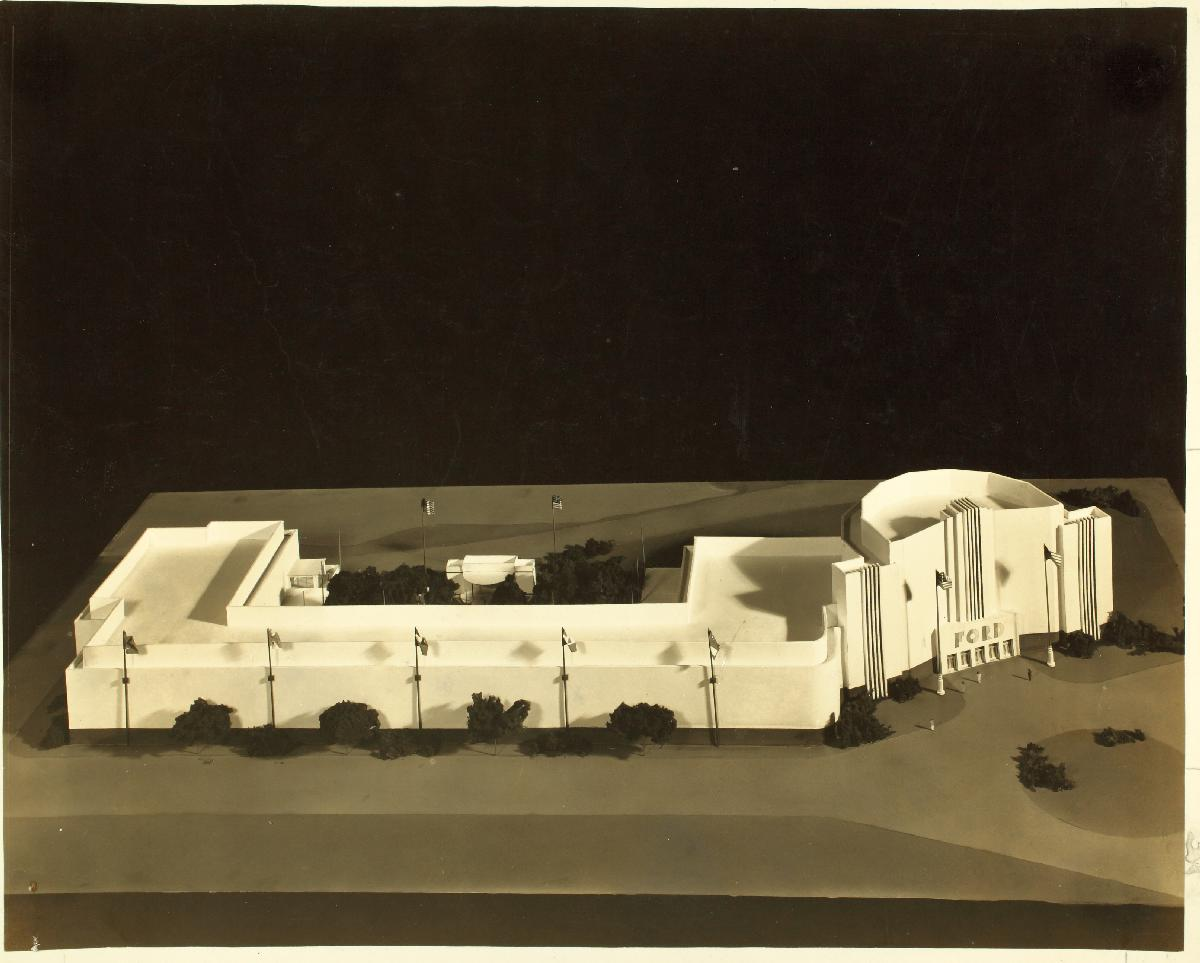
Reprodução em escala do Ford Building.

Antes do incêndio, já havia planos em andamento para transferir o museu para o amplo Ford Building, situado também em Balboa Park, que foi construído para a Exposição Internacional California Pacific ocorrida em 1935 e 1936. Apesar de vários aviões históricos importantes terem sido perdidos no fogo, grande parte da coleção em exibição na ocasião já estava expirada ou era de pouca importância. Também naquela ocasião o museu já estava acumulando novas aeronaves que estavam armazenadas em outros locais esperando espaço no novo prédio e, portanto, foram poupadas do fogo. Além disso, a comunidade local se articulou, arrecadando fundos e doando itens de coleções particulares. Assim, o museu reabriu as portas, poucos anos depois, em 28 de junho de 1980, com uma coleção menor, mas crescente, em sua casa atual no antigo Ford Building. Uma nova reprodução do Spirit of St. Louis foi construída especialmente para o novo museu, além de uma réplica do Beecraft Wee Bee, dado sua importância histórica.
Em 2005, o museu se tornou afiliado com a Smithsonian Institution. É um dos dez museus aeroespaciais nos EUA a ter tal afiliação, e um dos únicos dois museus afiliados em San Diego.

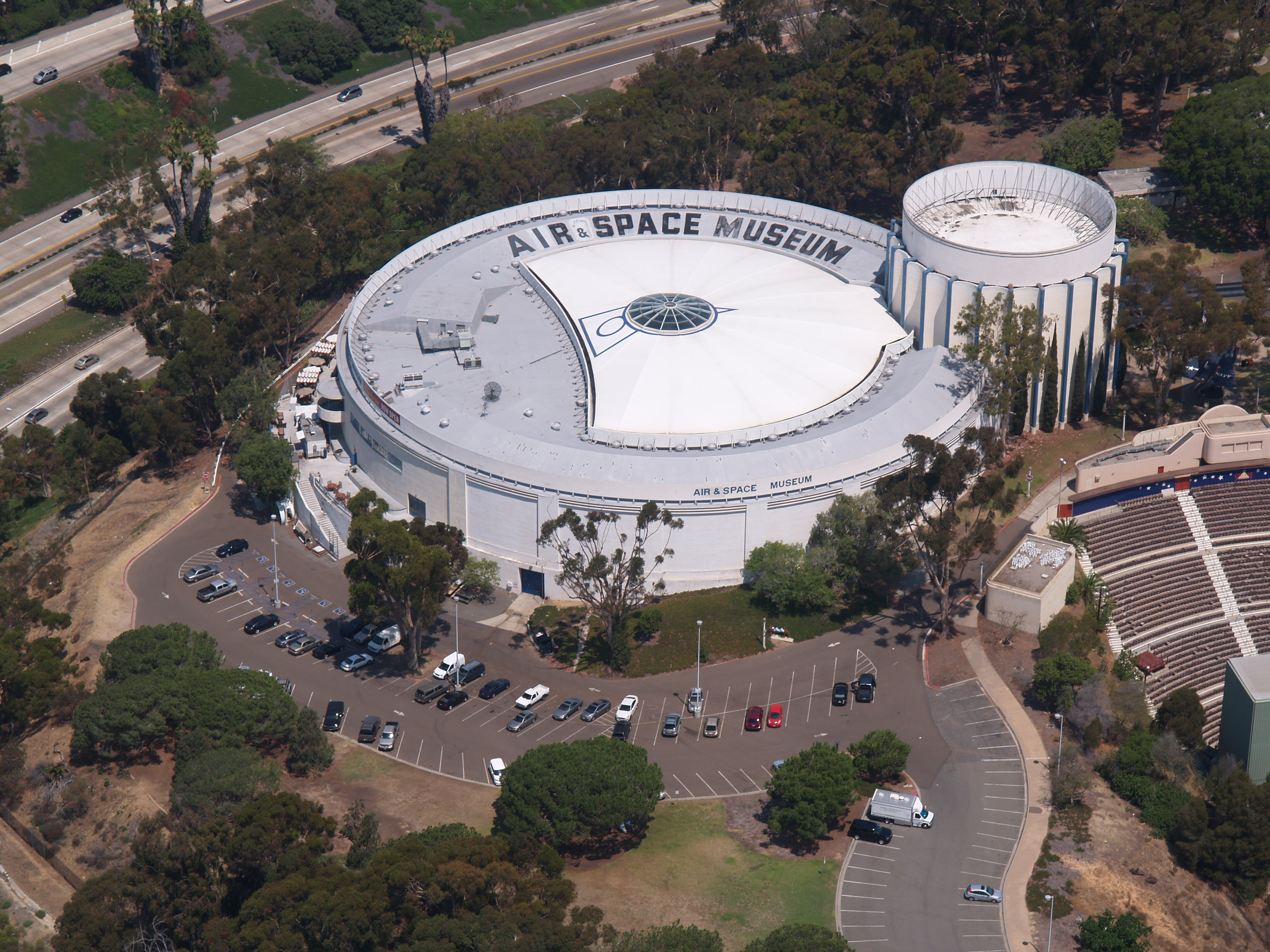
Imagem do San Diego Air and Space Museum em perspectiva aérea em 2013.

## Exposições
O museu é dividido em várias galerias com exposições enfatizando as contribuições que San Diego fez para a aviação. As seções incluem a Rotunda Theodore Gildred, a área de Exposição Especial, a Galeria da Primeira Guerra Mundial, a Galeria da Era de Ouro da aviação, a Galeria da Segunda Guerra Mundial e a Galeria Jet & Space Age, além do Pavilhão de Voo Edwin D. McKeller. Os visitantes podem entrar na Rotunda gratuitamente. É necessário o pagamento de ingresso para visitar as galerias restantes bem como arcar com custos adicionais com ingressos para acessar as Exposições Especiais.
A loja de restauração no local está disponível para passeios quando o trabalho está sendo feito. Funcionários situados na mesa de recepção poderão responder a perguntas aos visitantes sobre como obter excursões na loja de restauração.
Os visitantes podem consultar a recepção sobre a disponibilidade de guias voluntários do museu para responder perguntas ou orientá-los em tours a grupos de visitantes. Dependendo da disponibilidade desses guias, esses tours podem ter organizados para oferecer uma experiência mais profunda aos visitantes, com mais informações sobre as aeronaves e as exposições específicas situadas no museu. Se por um lado há uma grande parte da história dentro do museu, sinalizados nos cartazes e nos letreiros, também há muitos contos e trivialidades em geral que os guias podem fornecer, de modo a agregar uma experiência complementar aos visitantes do museu.

### Rotunda Theodore Gildred
Além do módulo de comando da Apollo 9, a entrada principal do museu contém exemplares de aeronaves de companhias locais. Também apresenta diferentes tipos de exibição ao longo da exposição, que incluí exemplares originais, como o Montgomery 1911 Evergreen glider, réplicas como da Northrop Grumman Global Hawk em escala 1/2, réplicas aeronavegáveis, como o Curtiss A-1 amphibious, e outros modelos como o Ryan Aeronautical NYP (o famoso Spirit of St. Louis), o Ryan Firebee e o General Atomics MQ-1 Predator.

### Exibições especiais
Em complemento, para diversificar as exibições especiais na parte principal do museu, há uma série de exposições de aviação situadas na parte superior do museu, penduradas no teto. Assim, os visitantes são encorajados a olharem para o alto enquanto realizam a sua tour ao longo da seção de exposições especiais. Os visitantes podem gratuitamente ver a exposição especial enquanto passam pelo corredor do Hall of Fame, onde estão retratados os pioneiros da aviação. Também ao longo deste corredor estão exposições sobre Jacqueline "Jackie" Cochran e as mulheres do Serviço de Pilotos da Força Aérea.
Pendurada acima dessa área estão exibidas as maquetes da Ornithopter de Leonardo da Vinci, bem como o Cayley Glider (reprodução), o Lilienthal Glider (reprodução), o Chanute Glider (reprodução), o 1901 Wright Glider (reprodução), o 1902 Wright Glider (reprodução), o Deperdussin 1911 Type Militaire, o Lincoln Beachey "Little Looper" (reprodução) e o Wright EX Vin Fiz Flyer. O museu também conta com exposição de amostras lunares da Califórnia.

### Galeria da Primeira Guerra Mundial
Além de um calçamento  e de uma tenda cenografia similar àquelas utilizadas no campo de aviação da Lafayette Escadrille, a galeria tem reproduções do Albatros D.Va, do Fokker Dr.I e do Fokker E.III Eindecker, e autênticos exemplares de SPAD VII.c.1, Nieuport 28, e Sopwith Pup. A pele de tecido do Sopwith Pup foi deixada para tornar visível a complexa estrutura e artesanato que fazia parte do avião original, bem como as reproduções presentes no museu. Entre as muitas exibições de peças, está um modelo da engrenagem de sincronização das metralhadoras dos aviões de combate, desenvolvido pela primeira vez para o Fokker Eindecker. Ao apertar um botão, os visitantes podem ver como a hélice e o motor radial se moveriam e se coordenariam na ação do gatilho da metralhadora para que os pilotos não disparassem suas próprias hélices em combate.

### Galeria da Era de Ouro da Aviação
Ao longo do longo trecho de trás desta galeria há muitas aeronaves espalhadas pelo salão e também penduradas no teto. Entre as aeronaves dessa seção, inclui-se um Lincoln Standard J-1, Consolidated PT-1 Trusty, Aeronca C-3 Collegian, Ryan M-1 (réplica), Fleet Model 2, Curtiss B-1 Robin, Gee Bee R-1, Bowlus SP-1 Albatross (reprodução), Ryan B-5 Brougham, Ryan STA, Piper J-3 Cub, e um Pitts Special.
O museu também possui uma variada exibição de motores de aeronaves. Nessa galeria há motores como o Curtis OX-5, Aeronca E-107, Liberty L12-A, Wright J-3 Whirlwind, Curtiss Conqueror V-1570, Jacobs L-4MB (cutaway), Menasco 4ª, além de um Continental A-40.
O Curtiss JN-4D "Jenny", presente nessa galeria, atualmente está em uma das lojas de restauração para completar as asas.
O Pavilhão de Voo Edwin D. McKeller é parte dessa seção do museu. É também onde o Centro de Educação sedia as atividades mensais do Dia da Família. Os visitantes também localizarão os banheiros do museu nesta seção do prédio. A praça de alimentação do museu está disponível no pátio externo ao lado desta seção.
Há em exibição nessa seção o Pacific Southwest Airlines (PSA), também conhecido como o Poor Sailor's Airline. Uma réplica do primeiro bilhete de viagem de aeronave está em exibição na seção sobre as companhias aéreas, além de também uniformes de comissários de bordo da década de 1950 a década de 1980, incluindo as vestimentas íntimas da década de 1970.
Num espaço situado próximo do Theodore Gildred Flight Rotunda, há um memorial a respeito do Voo PSA 182, registro N533PS, operado por um Boeing 727-214, que se trata do avião do voo comercial que colidiu com um avião Cessna 172 nos céus de San Diego em 25 de setembro de 1978. Esse memorial consiste em uma placa em memória daqueles que morreram nesse voo e dos que morreram em terra. No 20º aniversario da tragédia, uma arvore foi plantada próximo a biblioteca North Park branch.

### Galeria da Segunda Guerra Mundial

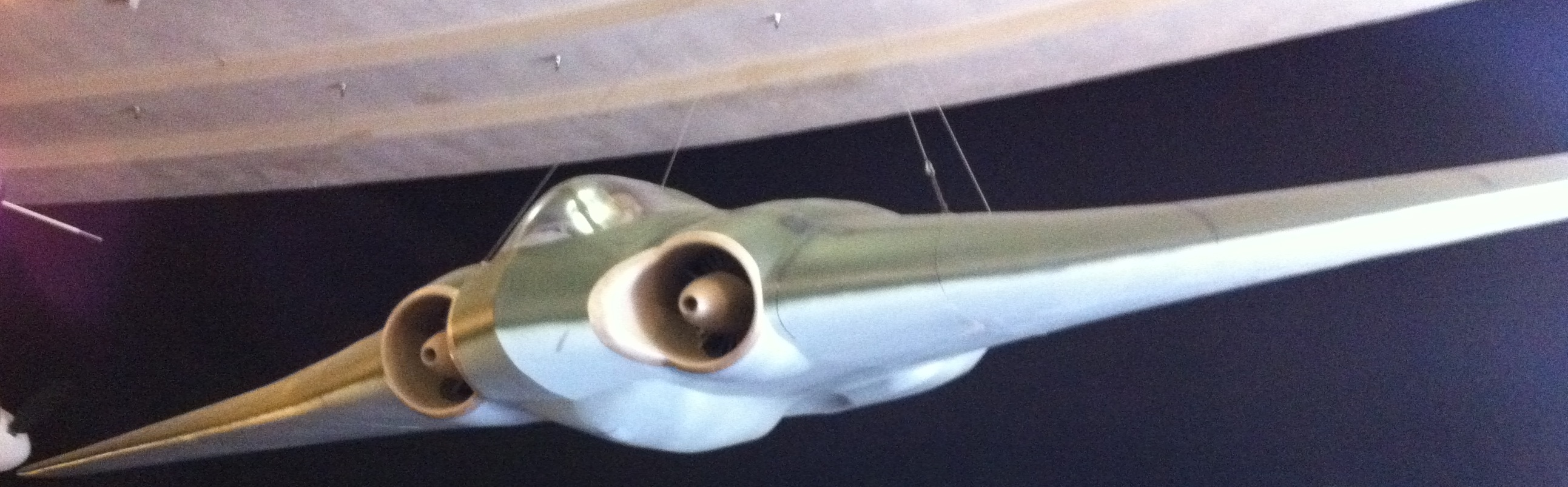
Modelo Ho.229

A última atração incluída no museu foi Horton 229, que foi colocada em exibição em julho de 2009. Foi doado para o acervo permanente do museu pela Northrop Grumman (proprietários da Ryan Aeronautical) e essa aeronave realizou testes de radar no mesmo local em que foi testado o Bombardeiro furtivo B-2. Os detalhes do trabalho sobre o modelo e a história da aeronave foram apresentados no documentário do canal National Geographic “Hitler's Stealth Fighter”. Esta é a única Horton na exibição pública.
Outras aeronaves e itens incluídos nessa parte do museu são: Stearman N2S-3 Kaydet, Curtiss P-40E Warhawk, North American P-51D Mustang, Nariz e Cockpit do Douglas C-47 (CD-3), Messerschmitt Bf 109G-14 (maquete)e um Supermarine Spitfire Mk.XVI.
Essa seção do museu é também onde uma maquete do USS Yorktown (CV-10) está situada. Esse porta-aviões transportou aeronaves que também estão em exposição no museu, entre as quais um Douglas SBD-4 Dauntless, Grumman F6F-3 Hellcat e um Grumman F4F-4 Wildcat. Lá os visitantes também poderão conferir um Mitsubishi A6M7 Zero-sen.
Ao longo da galeria há vários motores de aeronaves expostos que foram utilizados na época da Segunda Guerra, entre eles está um Junkers Jumo 004B-1, Allison V-1710-39, Walter RI-202B, Rolls-Royce Merlin 62, Pratt & Whitney R-2800, Pratt & Whitney R-1830-17, Wright Cyclone 1820, Ranger 6-440C-2, e um Ranger SGV-770C-1.

### Galeria Jet & Space Age
Essa galeria contém um Bee Aviation Wee Bee (réplica), Douglas A-4B Skyhawk, F/A-18 A Hornet "Blue Angel 1", Gemini spacecraft (réplica) e um Módulo de Comando Apollo e Módulo de serviço (maquete).
No extremo da galeria está o satélite Boeing GPS-12. Esta era uma reserva de terreno operacional lançado no espaço para prover o original GPS constellation, foram 23 naves espaciais operacionais e duas peças em órbita. Isso porque uma série de peças de reserva estavam preparadas em terra e, caso houvesse avarias naquelas que estavam em órbita, essas naves espaciais então poderiam ser lançadas como substitutas. Mas quando a próxima geração de naves espaciais foi desenvolvida essas peças já não eram mais necessárias e, assim, uma delas foi doada ao museu. Também está em exibição um satélite GPS preparado para voo.
Ao longo da parede interna desta galeria, numa marquise, está o cockpit do North American X-15. Este foguete supersônico voou pela primeira vez em 8 de junho de 1959 com Scott Crossfield nos controles. Também na vitrine perto da marquise está o traje de voo de Crossfield utilizado no voo do X-15 e o ar condicionado usado por Neil Armstrong quando ele era um piloto X-15. Oito dos pilotos do X-15 voaram para o espaço (acima de 60 milhas) para ganhar suas asas de astronauta. Dos muitos astronautas que cresceram e viveram em San Diego está Wally Schirra, o único astronauta a comandar as missões Mercury, Gemini e Apollo.

### Pavilhão de Voo Edwin D. McKellar
O pátio original do Ford Building foi usado como showroom durante a Exposição Internacional do Pacífico da Califórnia de 1935. Agora abriga muitos dos aviões de larga escala do acervo do museu. Dentre essas aeronaves se incluem o Consolidated PBY-5A Catalina, Mikoyan-Gurevich MiG-17, Mercury spacecraft (maquete), Bell AH-1E Cobra, e o Ford 5-AT-B Trimotor.
O McDonnell Douglas F-4J/S Phantom II que está em exposição nesse pavilhão foi a aeronave utilizada por Duke Cunningham e William P. Driscoll na Guerra do Vietnam a partir do Porta Aviões USS Constellation (CV-64). Cunningham foi o primeiro Às da Força Aérea a obter todos os seus abates de aviões inimigos fazendo uso de mísseis. A aeronave possui como radar o AIM-7 Sparrow para guiar os misseis carregados nas suas asas, bem como demais equipamentos para localização de calor e infravermelho, como o AIM-9 Sidewinder.

### Fachada do museu
Em exposição externa, na entrada do museu, há um Lockheed A-12 e um Convair YF2Y-1 Sea Dart.

## Eventos especiais
O museu costuma sediar palestras, programas escolares e outros eventos especiais correlacionados às temáticas do museu. Grupos de visitantes podem alugar o espaço “Pavilion of Flight” para reservar os seus próprios eventos, além de obter guias especiais para servir de apoio nesses eventos.